# Alola
Alola is een fictieve regio in de Pokémonwereld, die voorkomt in de serie en in de videospelen Pokémon Sun en Moon en Pokémon Ultra Sun en Ultra Moon. Deze regio werd geïntroduceerd in 2016, in de zevende generatie van Pokémon.

## Regio
Alola is gebaseerd op de eilandengroep Hawaï, hetgeen te zien is aan de stijl van de regio.
De Alola-regio bestaat uit vier eilanden:
- Melemele eiland
- Akala eiland
- Ula'ula eiland
- Poni eiland

In de regio bevindt zich ook het kunstmatige eiland Aether Paradise.
De regio heeft als eerste Pokémonspel geen gymleiders. In plaats daarvan wordt de speler uitgedaagd in island trials, waarna de island Kahuna uitgedaagd worden. Deze is een soort beschermer van de eilanden en vaak de sterkste Pokémontrainer van het eiland. Op het einde van de videospelen wordt er wel zoals in vorige spelen een Pokémon League ingericht, waarmee de speler de kampioen van de regio kan worden.

## Pokémon
In Pokémon Sun en Moon zijn 81 nieuwe Pokémon geïntroduceerd die leven in de regio Alola. Pokémon Ultra Sun en Ultra Moon hebben daar 7 aan toegevoegd. In deze generatie zijn ook de ultra beasts geïntroduceerd, speciale Pokémon die uit een andere dimensie komen. Deze Pokémon komen naar Alola via ultra wormgaten.
De Pokémon uit Alola zijn soms regionale varianten van de Pokémon uit Kanto, de regio uit de eerste generatie videospelen. Omdat Alola een tropisch gebied is, hebben deze Pokémon specifieke eigenschappen die aan de tropen zijn aangepast.